# 2152 Hannibal
2152 Hannibal је астероид главног астероидног појаса. Приближан пречник астероида је 46,87 ,
а средња удаљеност астероида од Сунца износи 3,125 астрономских јединица (АЈ).
Инклинација (нагиб) орбите у односу на раван еклиптике је 13,957 степени, а орбитални период износи 2018,739 дана (5,527 година). Ексцентрицитет орбите астероида износи 0,219.
Апсолутна магнитуда астероида износи 10,50 а геометријски албедо 0,050.
Астероид је откривен 19. новембра 1978. године.